# Национално знаме на Австрия
Националното знаме на Австрия има правоъгълна форма с отношение ширина към дължина е 2:3 и се състои се от три еднакви цветни полета – червено отгоре и отдолу и бяло в средата.

## История
Знамето на Австрия е едно от най-старите европейски знамена, заедно с това на Дания.
Според една легенда то се появява за първи път, когато Леополд V Австрийски (1157 – 1194) – херцог на Австрия и предводител на австрийските войски по времето на кръстоносните походи – бил ранен в битка срещу Маврите. След края на битката той свалил ризата си, която била червена от кръвта му, а само мястото на колана останало бяло. След тази битка той приел червения и белия цвят като основа за своето знаме. По-късно то се превръща и в знаме на Австрийската империя.
Знамето остава официален флаг и на републиката след Първата Световна Война и разпадането на Австрийската империя. През 1938 г., след навлизането на немските войски в Австрия, за официално знаме се използва нацисткият флаг. След края на Втората световна война, на 1 май 1945 г. Австрия отново приема червено-белия флаг като държавен символ.